# Parafia św. Wojciecha i Niepokalanego Poczęcia Najświętszej Maryi Panny w Trzebownisku
Parafia św. Wojciecha i Niepokalanego Poczęcia Najświętszej Maryi Panny w Trzebownisku – parafia rzymskokatolicka znajdująca się w diecezji rzeszowskiej w dekanacie Rzeszów Północ. 
Erygowana w 1945 roku. Mieści się pod numerem 995.